# Liste der denkmalgeschützten Objekte in Sankt Koloman
Die Liste der denkmalgeschützten Objekte in Sankt Koloman enthält die denkmalgeschützten, unbeweglichen Objekte der Gemeinde Sankt Koloman.

## Denkmäler
| Foto |                 | Denkmal                                                      | Standort                                   | Beschreibung | Metadaten |
| ---- | --------------- | ------------------------------------------------------------ | ------------------------------------------ | --- | --- |
| ja   | Datei hochladen | Wilhelmskapelle HERIS-ID: 9027 Objekt-ID: 4993               | Oberlangenberg Standort KG: Oberlangenberg | Der schindelverkleidete Blockbau mit Satteldach und ebenfalls verschindeltem Turm wurde 1850 an Stelle einer älteren Kapelle errichtet. Auch das Altarblatt und die Votivbilder im Inneren stammen aus dem 19. Jahrhundert. | BDA-Hist.: Q28873754 Status: § 2a Stand der BDA-Liste: 2025-06-30 Name: Wilhelmskapelle GstNr.: 53/3                                                      |
| ja   | Datei hochladen | Kath. Pfarrkirche hl. Koloman HERIS-ID: 9023 Objekt-ID: 4989 | Standort KG: Taugl                         | → Hauptartikel : Pfarrkirche Sankt Koloman (Salzburg) f1 | BDA-Hist.: Q17048417 Status: § 2a Stand der BDA-Liste: 2025-06-30 Name: Kath. Pfarrkirche hl. Koloman GstNr.: .1/1 Pfarrkirche hl. Koloman, Sankt Koloman |